# Karavankák-alagút (vasúti)
A Karavankák-alagút (németül: Karawankentunnel, szlovénül: Predor Karavanke) egy 7976 m hosszúságú nemzetközi vasúti bázisalagút Ausztria és Szlovénia között a Rosentalbahn vasútvonalon. Ez Ausztria negyedik leghosszabb és Szlovénia leghosszabb alagútja. Az alagút 1906. október 1-én nyílt meg.
Naponta több mint 80 vonat halad rajta keresztül.

## Képek

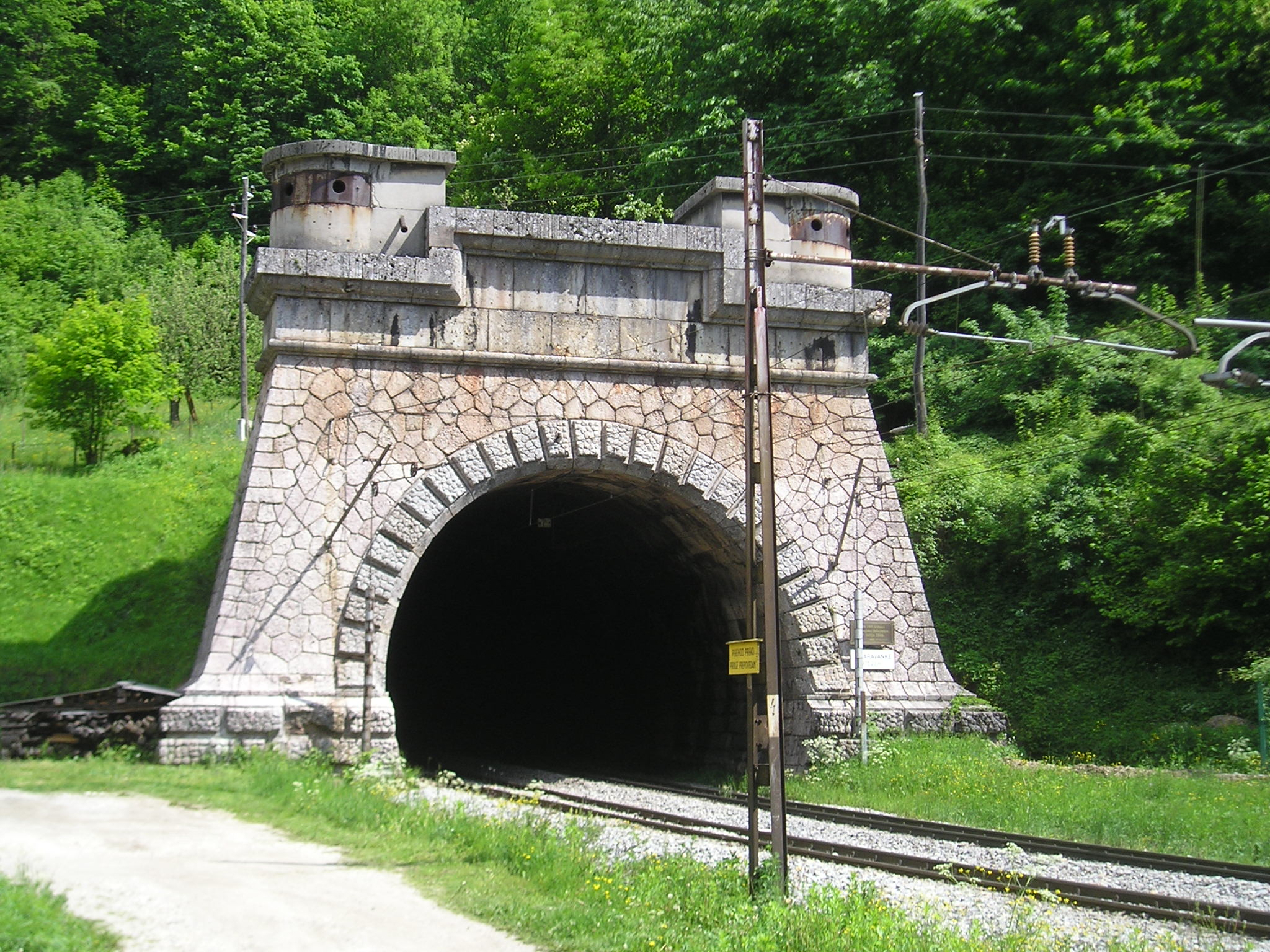
A déli portál
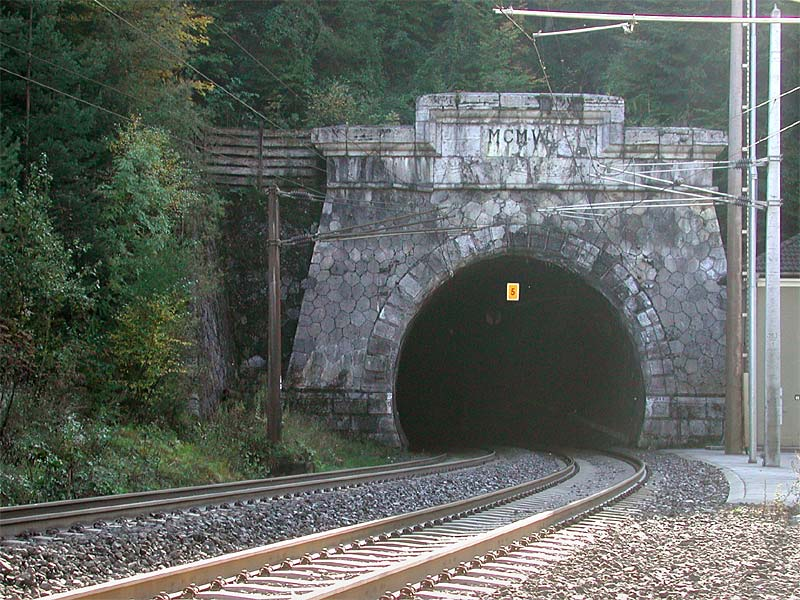
az északi portál
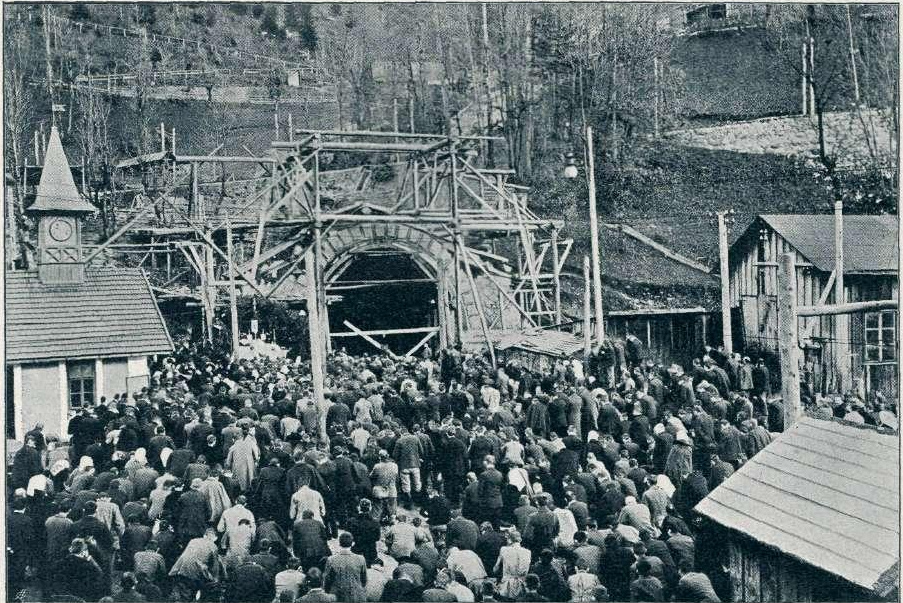